# Dix de cœur
Le dix de cœur est une carte à jouer.

## Caractéristiques

### Généralités
Le dix de cœur fait partie des jeux de cartes utilisant les enseignes françaises et allemandes. En France, on le retrouve dans les jeux de 32 cartes et de 52 cartes et dans certains jeux de tarot. Un dix et un cœur, il s'agit d'une valeur et d'une carte de couleur rouge.
De façon générale, le dix de cœur suit le neuf de cœur et précède le valet de cœur. Toutefois, à la belote, au pinochle (en), au soixante-six et autres jeux du même genre, le dix de cœur précède l'as de cœur et suit le roi de cœur, la 2e carte la plus forte hors atout, la 4e en atout.

### Représentations
Comme les autres valeurs, la valeur du dix de cœur est représentée par des répétitions de son enseigne. Pour les enseignes françaises, il s'agit d'un cœur stylisé rouge. Les enseignes allemandes utilisent ce même symbole, mais la moitié droite (plus rarement la moitié gauche) est hachurée de noir afin de donner une impression de relief. Si le paquet indique la valeur des cartes dans les coins, celle du dix de cœur est reprise en mentionnée en chiffre (« 10 ») ; la couleur du texte (rouge ou noir) varie.
Dans les jeux de type français, les dix cœurs sont disposés symétriquement par rapport à l'horizontale : cinq cœurs en quinconce pointant vers le bas dans la moitié haute de la carte, cinq cœurs pointant vers le haut dans la moitié basse.
Dans les jeux au portrait de Bavière, qui utilisent les enseignes allemandes, le dix de cœur est également symétrique par rapport à l'horizontale, mais les cœurs ne suivent pas la même organisation : chaque moitié de carte en contient dix, groupés en une colonne de trois cœurs sur la gauche, une colonne de quatre au centre, une colonne de trois à droite. Les cœurs de la partie supérieure pointent vers le bas, ceux de la partie inférieure vers le haut. En outre, la valeur de la carte est répétée par un dix noir en chiffres romains (« X ») le long de ses deux largeurs, en leur milieu. Certains jeux de cartes ne sont toutefois pas symétriques, les cartes étant destinées à être lues dans un seul sens : les dix cœurs occupent alors la majeure partie de la carte ; le bas en est occupé par le dessin d'un édifice.
En Hongrie, les jeux de carte suivent les enseignes allemandes. Le dix de cœur est similaire au portrait de Bavière, mais les points sont groupés en deux colonnes de quatre cœurs sur les bords et une de deux cœurs au centre. Au centre est dessiné un château sur un rocher.

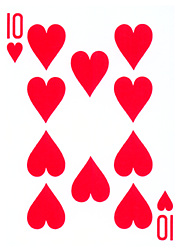
Dix de cœur d'un jeu de poker.
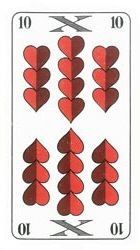
Dix de cœur, enseignes allemandes.

### Équivalents
Dans les jeux utilisant les enseignes latines (Espagne, Italie, etc.), l'équivalent du dix de cœur est le dix de coupe.
En Suisse, l'équivalent du cœur est la rose. Les paquets ne contiennent pas toutefois de dix de rose mais une Banner de rose, remplissant la même fonction mais ne comportant qu'un seul symbole d'enseigne, nettement plus gros que sur les autres cartes, dessiné sur une bannière flottant au vent,,.

## Historique
Les premières cartes à jouer éditées en Europe ne comportent aucune des enseignes rencontrées dans les jeux français contemporains. Les enseignes latines (bâtons, deniers, épées et coupes) sont probablement adaptées des jeux de cartes provenant du monde musulman,. Les enseignes françaises sont introduites par les cartiers français à la fin du XVe siècle, probablement par adaptation des enseignes germaniques (glands, grelots, feuilles et cœurs). Les enseignes françaises procèdent d'une simplification des enseignes précédentes, permettant une reproduction plus aisée (et donc un moindre coût de fabrication). L'enseigne de cœur est reprise des enseignes germaniques, mais fortement simplifiée. Les cœurs français dériveraient ainsi des coupes latines.

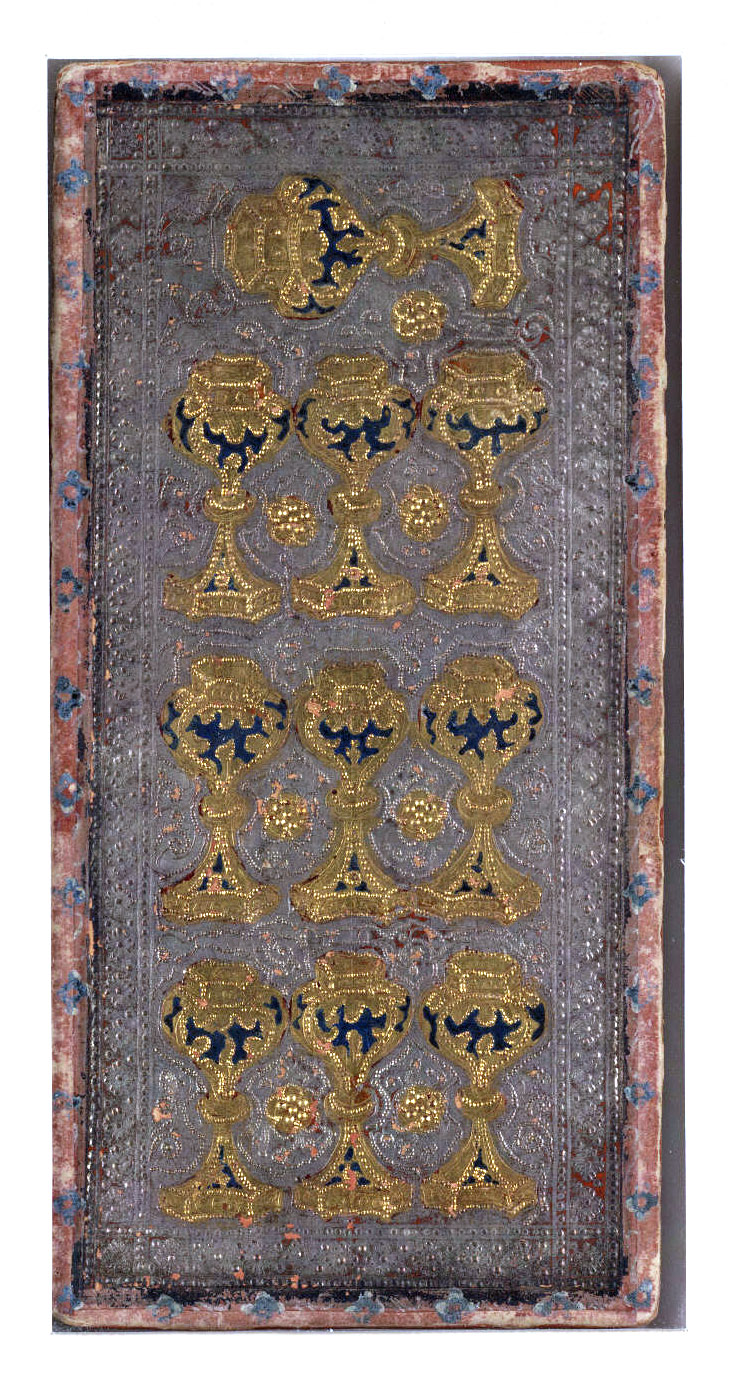
Le dix de coupe d'un tarot Visconti-Sforza ; le dix de cœur dériverait de ce type de carte.
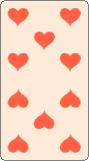
Dix de cœur d'un jeu de tarot du XIXe siècle

## Informatique
Le dix de cœur fait l'objet d'un codage dédiée dans le standard Unicode : U+1F0BA, « 🂺 » (cartes à jouer) ; ce caractère sert également pour le dix de coupe.